# Junji Ito's Cat Diary: Yon & Mu
Junji Ito's Cat Diary: Yon & Mu (伊藤潤二の猫日記 よん&むー, Itō Junji no Neko Nikki: Yon & Mū) é um mangá autobiográfico de seinen escrito e ilustrado por Junji Ito. Serializado na revista de mangá japonesa Monthly Magazine Z de janeiro de 2008 à fevereiro de 2009, o mangá segue as aventuras de J-kun, um artista de mangá de terror, enquanto ele se ajusta à vida com seus gatos: Yon, que sua noiva trouxe e Mu, um Norueguês da Floresta que o casal adota filhote. Junji Ito's Cat Diary baseia-se em elementos autobiográficos da experiência pessoal de Ito com gatos. A editora Kodansha compilou os dez capítulos do mangá em um único volume encadernado e o lançou em março de 2009.
A Kodansha Comics USA publicou uma tradução para o inglês de Junji Ito's Cat Diary em outubro de 2015, que também incluiu as contribuições de Ito e sua esposa para a coleção de 2011 Teach Me, Michael! A Textbook in Support of Feline Disaster Victims. Após a publicação, o mangá recebeu uma resposta crítica e comercial favorável, estreando na lista semanal do The New York Times como um dos dez volumes de mangá mais vendidos. Recebeu críticas de profissionais geralmente positivas, que o apontaram como um mangá centrado em gatos cujo humor era derivado da ênfase no comportamento do cuidador do gato, ao invés do próprio gato. As críticas centraram-se em torno do uso do realismo e horror exagerado de Ito para provocar momentos cômicos, a relação do mangá com trabalhos anteriores de Ito e como a obra de arte retrata a relação entre gatos e seus cuidadores.

## Enredo
Junji Ito's Cat Diary: Yon & Mu é um mangá autobiográfico que se baseia na experiência pessoal do artista de mangá Junji Ito com seus gatos. Ele apresenta várias anedotas sobre a vida com gatos, que se centram em J-kun, um artista de mangá de terror (substituto de Ito); sua noiva, A-ko (substituta de sua esposa Ayako Ishiguro); seu gato da família, Yon ("Quatro"); e um gato Norueguês da Floresta, Mu ("Seis").
- "Mu Appears" abre com a mudança de J-kun para uma nova casa com A-ko. Enquanto J-kun luta com sua ansiedade por morar com Yon, A-ko adota um gatinho para fazer companhia a Yon. Ela chama o gatinho de Mu, já que ele será o sexto gato que sua família cria, sendo o gato de sua mãe, Goro, o quinto. J-kun eventualmente começa a nutrir carinho por Mu.
- Em "Yon Attacks", J-kun teme a chegada de Yon, a quem ele acredita ter amaldiçoado marcas de caveiras em suas costas. Após a doença induzida pelo estresse de Yon, no entanto, J-kun o aceita como um membro da família.
- "Battle of the Cat Wand" centra-se nas tentativas malsucedidas de J-kun de brincar com os gatos.
- Em "The Events of One Late Night", J-kun tenta subornar os gatos para dormir em sua cama, ao invés de A-ko, sem sucesso.
- Em "Yon is a Weird Cat", J-kun, ao terminar seu mangá em um prazo apertado uma noite, imagina que Yon se transforma em vários seres, incluindo uma lesma, uma criatura sobrenatural semelhante a uma cobra tsuchinoko e um homem idoso. Para a surpresa de J-kun, isso leva a um encontro que ele espera não ser uma alucinação.
- "Yon's Great Escape" centra-se na fuga de Yon de casa. Ambos J-kun e A-ko procuram por ele, eventualmente o achando em um armazém.
- "King Yon" narra a nova tentativa malsucedida de Yon de escapar, sua força incomum e sua posição como gato dominante dentro da casa.
- Em “Mu's Castration”, o casal leva Mu ao veterinário para ser castrado. Apesar de um breve susto médico, Mu sobrevive.
- "Unidentified Creature" centra-se na visita dos pais de A-ko e Goro, o gato tímido que eles trazem. J-kun inicialmente confunde Goro com um espírito, enquanto os outros gatos da casa rapidamente começam a gostar de Goro.
- Em "Tread Not on Poop, Snot, or Cat", J-kun faz uma pegadinha em A-ko usando excremento de gato falso, apenas para acidentalmente pegar vômito de gato real pensando que era a vingança de A-ko.

## Estilo

J-kun tenta brincar com os gatos, mas sem sucesso; sua boca fica mas irrealista e aberta à medida que ele falha em captar o interesse deles.

Ito usou dois estilos artísticos principais ao longo do mangá: um realista e um exagerado com um toque de terror. Joe McCulluch, do The Comics Journal, escreveu que as transições de Ito entre esses dois estilos forneceram o humor fundamental do mangá, em que Ito pontua cenas de domesticidade desenhada de forma realista com momentos exagerados de horror estilizado. Por exemplo, uma cena em que J-kun tenta brincar com os gatos começa dentro do estilo realista de Ito, para depois então ter J-kun rapidamente se transformando visualmente em um monstro à medida que fica mais chateado que os gatos respondem às tentativas de sua esposa em brincar com eles, mas não as dele; suas feições tornam-se exageradas e horríveis, enquanto os gatos, no entanto, perdem o sentido de movimento e atividade de antes e se tornam "rigidamente realistas" em suas tentativas fracassadas de brincar com eles. Rebecca Silverman, da Anime News Network, escreveu que a arte realista de Ito serviu para tornar os gatos cativantes, enquanto os momentos de arte horrível serviram como comédia.
Austin Price, outro escritor do The Comics Journal, comentou que Junji Ito's Cat Diary: Yon & Mu incorpora os "conceitos e estilos" de seu mangá anterior, como tom narrativo e terror corporal, para agir como uma paródia deles. De acordo com Price, apenas a narrativa cotidiana de Junji Ito's Cat Diary: Yon & Mu o diferencia das obras anteriores de Ito, o que sugeria a ele que um certo grau de humor autoral estava presente nas obras de Ito; Price levantou a possibilidade de que "o trabalho de Ito era em si uma espécie de grande piada".
Outros críticos se concentraram na relação da arte com representações de cuidados com animais de estimação. Josiah Stoup, da Otaku USA, sugeriu que a arte de Ito caricaturava "as emoções intensas que o dono de um animal de estimação sente", com os gatos e J-kun alternativamente assustados um com o outro. Stroup interpretou a forma periodicamente monstruosa de J-kun como sua afeição avassaladora às vezes aparecia para os gatos. Silverman escreveu que a aparência aterrorizante de A-ko refletia seu amor por seus gatos, no sentido de que ela parecia "tão assustadora quanto muitos de nós, donos de gatos, tememos ser". A aparência de A-ko, com seus olhos quase inteiramente brancos, também foi notada por compartilhar semelhanças com um yōkai, entidades japonesas sobrenaturais.

## Desenvolvimento e publicação

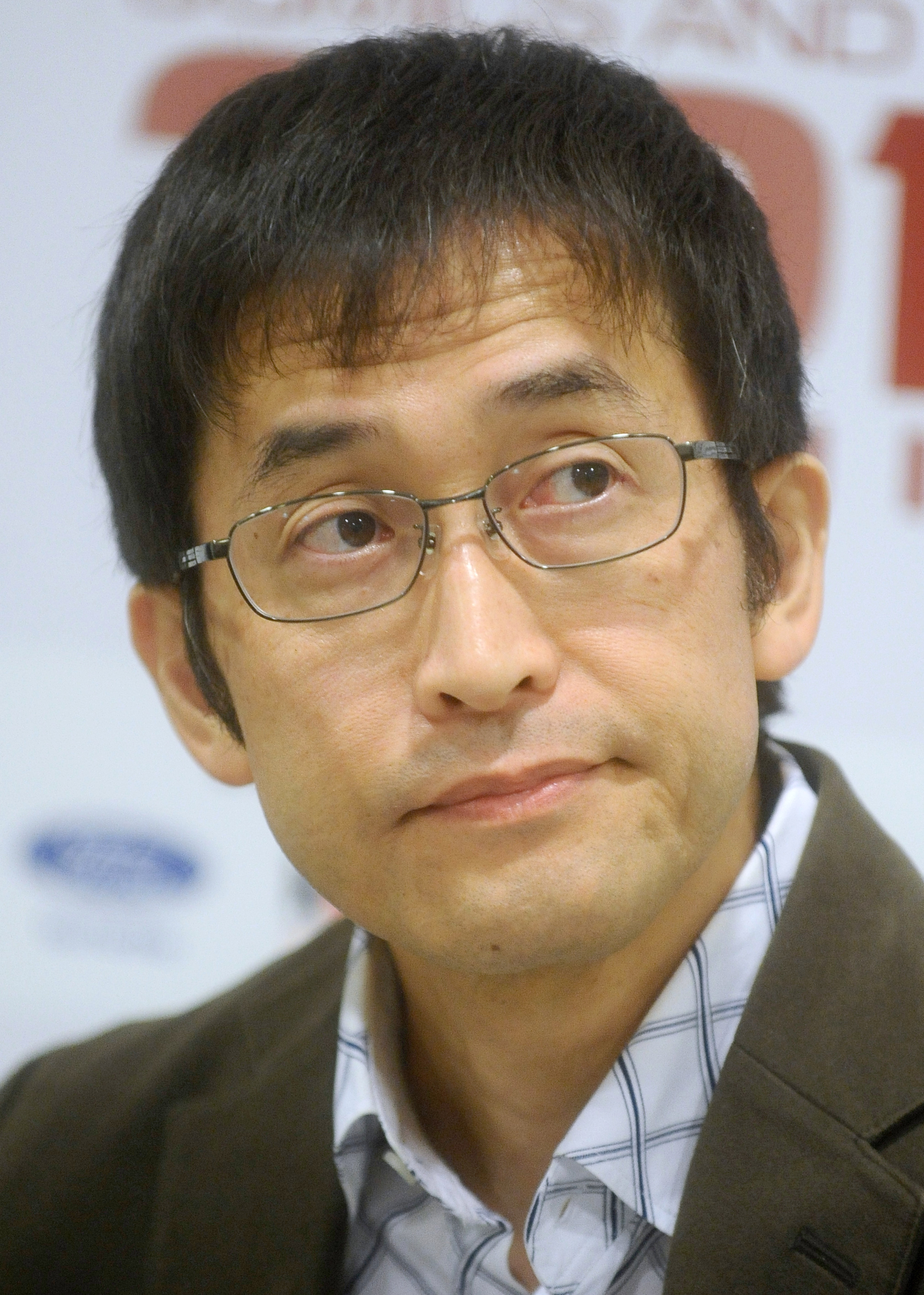
Ito, em uma participação na convenção Lucca Comics & Games

Mais conhecido por seus mangás de terror Tomie, Lovesick Dead, Uzumaki e Souichi, Ito foi abordado por seu editor para escrever um mangá sobre gatos, após o editor deduzir corretamente que Ito havia recentemente adquirido um gato por meio de uma mudança em sua arte. Anteriormente, Ito desenhava gatos como assustadores, mas recentemente estava desenhando gatos "muito fofos" de uma forma que parecia capturar a "essência" dos gatos, convencendo assim o editor de que ele havia adotado um gato. Ito aproveitou a oportunidade para contar suas anedotas de conviver com os gatos, e sua esposa o aconselhou sobre os storyboards do mangá, retratando as personalidades dos gatos. A irmã de Ito pediu que seu próprio gato de pêlo longo, Ran-chan, fosse incluído no mangá, mas ele não tinha espaço para isso. Sua esposa geralmente aceitava bem sua representação no mangá, mas não gostou que Ito a desenhasse com pupilas muito pequenas e calças listradas.
Junji Ito's Cat Diary apareceu como uma série na revista japonesa de mangá Monthly Magazine Z da edição de janeiro de 2008 até a edição de fevereiro de 2009. A editora Kodansha reuniu os dez capítulos em um volume encadernado e publicou-o em 13 de março de 2009. A Kodansha USA anunciou que obteve a licença do mangá na convenção de animes, Anime Boston e publicou a tradução para o inglês na América do Norte em 27 de outubro de 2015. A edição em inglês também incluiu as partes que Ito e sua esposa escreveram para Teach Me, Michael! A Textbook in Support of Feline Disaster Victims (2011), um livro que visava aumentar o apoio a abrigos para gatos após o Grande Terremoto de Tohoku, em 2011. Suas contribuições consistem na história em quadrinhos de Ito, "Yon Went to Heaven", e na carta de sua esposa narrando a morte de Yon por insuficiência cardíaca em 3 de fevereiro de 2011, cerca de um mês antes do terremoto, e seu subsequente luto. Junji Ito's Cat Diary: Yon & Mu também foi traduzido para o francês pela Tonkam e para o italiano pela Panini Comics.

## Recepção
Junji Ito's Cat Diary: Yon & Mu foi bem recebido pelos leitores de língua inglesa, ocupando o quarto lugar na lista semanal dos dez volumes de mangá mais vendidos após publicação do The New York Times. Em geral, o mangá também foi recebido positivamente pela crítica. Os críticos gostaram da narrativa a elogiando como sendo uma forma alegre de mostrar a importância do cuidado para com os animais de estimação, onde o humor derivava da resposta do cuidador aos gatos, e não do comportamento dos gatos. A bibliotecária infantil Marissa Lieberman escreveu que, devido à sobreposição da importância do ritmo narrativo e do tempo tanto na comédia quanto no terror, o trabalho anterior de Ito em mangás de terror e gag manga o ajudou a tornar Junji Ito's Cat Diary único entre outros mangás centrados em gatos. Os dois estilos de arte de Ito geralmente complementavam bem a narrativa,  com destaque para os personagens de Mu e Yon, a gama de expressões faciais dos personagens, e o tempo e o conteúdo das piadas. O potencial de público percebido para o mangá foi um ponto de discussão nas críticas, com vários críticos escrevendo que o mangá atrairia principalmente os cuidadores de gatos e fãs do autor. Faustine Lillaz, do Planete BD, ao contrário, escreveu que o humor do mangá teria um amplo apelo.